# Joel Ideho
Joel Ideho (Tilburg, 17 luglio 2003) è un calciatore olandese, centrocampista del Volendam, in prestito dallo Sparta Rotterdam.

## Carriera
Ha iniziato a giocare a calcio nelle giovanili di Willem II ed Ajax prima di trasferirsi nel 2020 agli inglesi dell'Arsenal, dove ha giocato nelle formazioni Under-18 ed Under-21 debuttando con quest'ultima tra i professionisti nel Football League Trophy, competizione nella quale tra il 2020 ed il 2023 ha totalizzato complessivamente 10 presenze ed una rete. Tre anni dopo ha lasciato i Gunners a parematro zero ed è tornato nei Paesi Bassi dove ha firmato un contratto con l'ADO Den Haag, club di seconda divisione. L'11 agosto 2023 ha fatto il suo esordio nel campionato olandese nella partita di Eerste Divisie pareggiata 0-0 contro il De Graafschap ed il 27 ottobre ha segnato il suo primo gol in partite ufficiali con la nuova maglia, contro il VVV-Venlo.
Il 4 febbraio 2025 è stato acquistato a titolo definitivo dallo Sparta Rotterdam, club della prima divisione olandese.
Il 15 agosto 2025 passa in prestito al Volendam.

## Statistiche

### Presenze e reti nei club
Statistiche aggiornate al 15 agosto 2025.
| Stagione            | Squadra             | Campionato          | Campionato | Campionato | Coppe nazionali | Coppe nazionali | Coppe nazionali | Coppe continentali | Coppe continentali | Coppe continentali | Altre coppe | Altre coppe | Altre coppe | Totale | Totale | Totale |
| Stagione            | Squadra             | Comp                | Pres       | Reti       | Comp            | Pres            | Reti            | Comp               | Pres               | Reti               | Comp        | Pres        | Reti        | Pres   | Reti   |        |
| ------------------- | ------------------- | ------------------- | ---------- | ---------- | --------------- | --------------- | --------------- | ------------------ | ------------------ | ------------------ | ----------- | ----------- | ----------- | ------ | ------ | ------ |
| 2020-2021           | Arsenal U-21        | -                   | -          | -          | -               | -               | -               | -                  | -                  | -                  | FAT         | 1           | 0           | 1      | 0      |        |
| 2021-2022           | Arsenal U-21        | -                   | -          | -          | -               | -               | -               | -                  | -                  | -                  | FAT         | 5           | 1           | 5      | 1      |        |
| 2022-2023           | Arsenal U-21        | -                   | -          | -          | -               | -               | -               | -                  | -                  | -                  | FAT         | 4           | 0           | 4      | 0      |        |
| Totale Arsenal U-21 | Totale Arsenal U-21 | Totale Arsenal U-21 | -          | -          |                 | -               | -               |                    | -                  | -                  |             | 10          | 1           | 10     | 1      |        |
| 2023-2024           | ADO Den Haag        | 1D                  | 25+2       | 4+0        | CO              | 4               | 1               | -                  | -                  | -                  | -           | -           | -           | 31     | 5      |        |
| 2024-gen. 2025      | ADO Den Haag        | 1D                  | 21         | 4          | CO              | 1               | 0               | -                  | -                  | -                  | -           | -           | -           | 22     | 4      |        |
| Totale ADO Den Haag | Totale ADO Den Haag | Totale ADO Den Haag | 48         | 8          |                 | 5               | 1               |                    | -                  | -                  |             | -           | -           | 53     | 9      |        |
| gen.-giu. 2025      | Jong Sparta         | 2D                  | 1+2        | 0          | -               | -               | -               | -                  | -                  | -                  | -           | -           | -           | 1+2    | 0      |        |
| gen.-giu. 2025      | Sparta Rotterdam    | ED                  | 4          | 0          | CO              | 0               | 0               | -                  | -                  | -                  | -           | -           | -           | 4      | 0      |        |
| 2025-2026           | Volendam            | ED                  | -          | -          | CO              | -               | -               |                    | -                  | -                  |             | -           | -           | -      | -      |        |
| Totale carriera     | Totale carriera     | Totale carriera     | 55         | 8          |                 | 5               | 1               |                    | -                  | -                  |             | 10          | 1           | 70     | 10     |        |